# 605 Juvisia
Juvisia (asteroide 605) é um asteroide da cintura principal com um diâmetro de 69,86 quilómetros, a 2,5721591 UA. Possui uma excentricidade de 0,1418525 e um período orbital de 1 895,38 dias (5,19 anos).
Juvisia tem uma velocidade orbital média de 17,20381592 km/s e uma inclinação de 19,65907º.
Esse asteroide foi descoberto em 27 de Agosto de 1906 por Max Wolf.